# 一課一練 (小說)
《一課一練》是雙子星羅原作的小說，Doveinsky插畫的青春文學類輕小說《作弊藝術》。2008年2月起在鮮鮮文化出版，全10卷。後被改編為漫畫《考試王》，由天空之鴿繪畫，2012年2月在漫畫雜誌《颯漫畫》連載，2012年10月開始由黑龍江美術出版社出版單行本。
改編動畫《一課一練》根據原作輕小說改編，由日本動畫公司BLADE負責製作，亦是BLADE首次獨立製作。每話約10分鐘。日本版仍採用原作的英文名「Cheating Craft」作為標題。

## 故事簡介
諸葛睦明是海外賭場千術的修習生。因某日變故，他必須回到大陸就讀高中，準備高考。可他從來沒有上過學，作業、考試，什麼科目都不會！為了獲得考試成績，他使出自己的千術進行考試作弊。在各個考場中，他與監考老師，監測設備及一群實力雄厚的作弊考生，進行一場場鬥智鬥勇的對決。

## 登場角色
諸葛睦明（小說版：諸葛夢明）（聲：山口智大）
諸葛流派千術的使用者。為了解放被非法逮捕的父親，挑戰國家特級學士考試。
黃巧衣（聲：釘宮理惠）
諸葛睦明的表妹。睦明的L型搭檔，入學於臨仙學園。聰明乖巧，成績優秀。
周綸羽（聲：浪川大輔）
性格冷靜實力強勁的C類生，使用肉眼看不見的紅絲進行作弊和攻防，不為人察覺。諸葛睦明的同班同學兼競爭對手。
劉白玖（聲：上田麗奈）
L型的模範學生，非常討厭作弊的C型學生。憧憬着在入學考試時取得滿分的睦明。
杏璃（小說版：段荷）（聲：日笠陽子）
JUN（聲：池田純矢）
王老師（聲：三石琴乃）
臨仙中學高一A班班主任，個性瘋狂，具有女王氣勢。

## 電視動畫

### 主題曲
片頭曲
作詞：渡部紫緒，作曲・編曲：坂部剛，歌：假面女子
片尾曲
作詞：，作曲：山田高弘，編曲：齋藤誠，歌：楠田亞衣奈

### 各話列表
| 話數   | 日文標題 | 中文標題                                              | 劇本       | 分鏡              | 演出       | 作畫監督                      | 總作畫監督        |
| ------ | -------- | ----------------------------------------------------- | ---------- | ----------------- | ---------- | ----------------------------- | ----------------- |
| 第1話  |          | 命運的國家特級學士考試！                              | 鴻野貴光   | 岩畑剛一          | 元永慶太郎 | 田中紀衣                      | 田中紀衣 松浦麻衣 |
| 第2話  |          | 卑劣！老監試官不懷好意的笑容！                        | 中村浩二郎 | 元永慶太郎        | 元永慶太郎 | 鈴木奈都子                    | 松浦麻衣          |
| 第3話  |          | 恐怖！雪原的猛獁考官！                                | 日暮茶坊   | 沖田宮奈          | 深瀨重     | 鈴木彩乃、垣内彩子            | 谷川亮介          |
| 第4話  |          | 請注意！與CA在空中遊玩♡                               | 待田堂子   | 沖田宮奈          | 深瀨重     | 鈴木奈都子 齋藤大輔、飯飼一幸 | 谷川亮介          |
| 第5話  |          | 驚天動地！鯊魚突襲！                                  | 中村浩二郎 | 植田羊一          | 横田一平   | 谷口元浩、松尾真彦            | 田中紀衣          |
| 第6話  |          | 諸葛睦明死了…                                         | 鴻野貴光   | 元永慶太郎        | 武市直子   | 清水貴子                      | 田中紀衣          |
| 第7話  |          | 戰慄！航母考官的陷阱！                                | 日暮茶坊   | 奧野浩行 岩畑剛一 | 奧野浩行   | 工藤裕加                      | 工藤裕加          |
| 第8話  |          | 號泣！睦明啊，跨越父親的屍體吧！                      | 待田堂子   | 奧野浩行 岩畑剛一 | 奧野浩行   | 奧野浩行、門智昭 崎本小百合   | 谷川亮介          |
| 第9話  |          | 大冒險！JUN與瑪麗在密林深處發現了幻之古代黃金文明！？ | 中村浩二郎 | 沖田宮奈          | 深瀨重     | 徳倉榮一、小島繪美 森下勇輝   | 田中紀衣          |
| 第10話 |          | 作弊藝術                                              | 日暮茶坊   | 沖田宮奈          | 松村樹里亞 | 齋藤大輔、鈴木彩乃 森下勇輝   | 田中紀衣          |
| 第11話 |          | 不知是誰叫來，卻又人盡皆知。其名為葛平！              | 鴻野貴光   | 元永慶太郎        | 元永慶太郎 | 清水貴子                      | 清水貴子          |
| 第12話 |          | 祭典過後 線香煙花                                     | 中村浩二郎 | 岩畑剛一          | 武市直子   | 鈴木奈都子                    | 谷川亮介          |

## 外部連結
- （中文）漫畫「作弊藝術」官網（页面存档备份，存于）
- （日語）電視動畫「一課一練」官網（页面存档备份，存于）
- （日語）動畫：一課一練的X（前Twitter）